# Труфанов, Владимир (легкоатлет)
Владимир Труфанов (род. 18 марта 1937) — советский украинский легкоатлет, специалист по бегу на длинные дистанции, кроссу и марафону. Выступал за сборную СССР по лёгкой атлетике в 1960-х годах, двукратный серебряный призёр чемпионатов СССР, победитель первенств всесоюзного и республиканского значения. Представлял Киев и физкультурно-спортивное общество «Динамо».

## Биография
Владимир Труфанов родился 18 марта 1937 года. Занимался лёгкой атлетикой в Киеве, выступал за Украинскую ССР, физкультурно-спортивное общество «Динамо», Спортивный клуб армии.
Первого серьёзного успеха на всесоюзном уровне добился в сезоне 1962 года, когда на чемпионате СССР по кроссу в Мукачево выиграл серебряную медаль в дисциплине 14 км, уступив лишь пермяку Фаизу Хузину. В составе советской сборной принимал участие в Кроссе Юманите во Франции, где показал на финише шестой результат.
В 1963 году вновь получил серебро на дистанции 14 км на чемпионате СССР по кроссу в Мукачево, снова пропустив вперёд Фаиза Хузина, тогда как на чемпионате страны в рамках III летней Спартакиады народов СССР в Москве в беге на 5000 метров стал девятым.
В 1964 году на чемпионате СССР в Киеве финишировал седьмым в беге на 10 000 метров, установив при этом свой личный рекорд в данной дисциплине — 28:54.0.
В 1965 году был пятым в марафоне на Мемориале братьев Знаменских в Минске, четвёртым в дисциплине 10 000 метров на домашних соревнованиях в Киеве, стал вторым на марафоне в Москве.
В 1966 году занял четвёртое место в беге на 10 000 метров на Мемориале братьев Знаменских в Одессе.
В 1967 году в дисциплине 10 000 метров показал шестой результат на Мемориале Знаменских в Москве.